# 福溪村
福溪村，隶属于廣西壯族自治區賀州市富川瑶族自治县朝東鎮的一个行政村。2012年12月17日被列入中國傳統村落名錄。當地居民以瑤族爲主。

## 地理位置
福溪村位於廣西賀州市西北部，距離富川瑶族自治县縣城約40公里，位於朝東鎮東部，东经111°16' 27"，北纬24°49' 13"。與湖南蘭溪鎮交界。